# Jakub Bargiełowski
Jakub Bargiełowski (né le 25 juillet 1921 à Garbów en Pologne - mort le 21 février 2010 à Sydney en Australie) est un pilote de chasse polonais, as des forces armées polonaises de la Seconde Guerre mondiale, titulaire des cinq victoires homologuées.

## Biographie
Jakub Bargiełowski entre à l'école des sous-officiers  de la force aérienne pour les mineurs à Bydgoszcz.
 Après l'invasion soviétique de la Pologne il est capturé et envoyé près de la Mer Noire pour y travailler dans des carrières. Ensuite il est déporté en Sibérie où il reste jusqu'au 4 septembre 1941. En fin d'année il est évacué en Angleterre avec un groupe de pilotes.
Il réintègre l'armée en janvier 1943 après une longue convalescence. Le 24 janvier 1944 il est affecté à la 315e escadrille de chasse polonaise. Il remporte sa première victoire le 12 juin 1944 en abattant deux Focke-Wulf Fw 190. Entre avril et juillet 1945 il exerce la fonction d'instructeur au 61 OTU (Operational Training Unit). Il revient ensuite dans son unité pour être transféré en novembre de la même année à la 303e escadrille de chasse polonaise. Il y sert jusqu'à sa dissolution le 11 décembre 1946.
En 1948 il émigre en Australie où il cherche et vend des pierres précieuses.

## Tableau de chasse
| Date       | Appareil(s) abattu(s) |
| ---------- | --------------------- |
| 12/06/1944 | 2 Focke-Wulf Fw 190   |
| 18/08/1944 | 2 Focke-Wulf Fw 190   |
| 11/12/1944 | Focke-Wulf Fw 190     |

## Décorations
- Ordre militaire de Virtuti Militari
- La croix de la Valeur Krzyż Walecznych - 3 fois
- Croix du mérite Krzyż Zasługi
- Distinguished Flying Medal
- 1939-45 Star
- Air Crew Europe Star
- Defence Medal 1939-45
- War Medal 1939-1945